# Economia da Hungria
A Hungria tem uma economia de porte médio, aberta estrutural, política e institucionalmente, e integrada desde 2004 à União Europeia. Tal como outras economias do Leste Europeu, fez uma transição de uma economia centralizada e planificada para uma economia de mercado nos anos 1990. Hoje o setor privado responde por 80% do produto interno bruto do país. Os investimentos estrangeiros e a posse de empresas húngaras por particulares acumulam mais de 60 bilhões de dólares desde 1989. As medidas de austeridade propostas pelo FMI reduziram o déficit orçamentário de mais de 9% em 2006 para 3,3% do PIB em 2010.

## Alguns dados históricos
Outrora o principal celeiro do Império Austro-Húngaro, a Hungria sempre teve na agricultura um dos seus principais setores econômicos. Essa importância do setor agrícola se deve à abundância de terras férteis e por quase 90% do seu território ser plano, o que facilita a mecanização: mais de 50% do seu território é cultivado, produzindo milho e trigo em grande quantidade.
Durante o ano de 1946, o país passou por uma crise, registrando a maior inflação já vista no mundo, atingindo os 195% ao dia, com os preços dos produtos dobrando a cada 15 horas.
Sob o regime socialista, a agricultura mecanizou-se, aumentando sua produtividade e variedade. Nos anos 1980 o país produziu mais de 16 milhões de toneladas de grãos. Com o fim do regime socialista a agricultura se ressentiu da perda do apoio intensivo do Estado. Nos anos 1990 a produção reduziu-se para aproximadamente 10 milhões de toneladas, recuperando no início do século XXI sua antiga vitalidade com a produção recorde de 17 milhões de toneladas de grãos.
A industrialização do país também se intensificou a partir da tomada do poder pelos comunistas que desenvolveram intensos projetos de aproveitamento dos recursos naturais. Nos anos 1980 o setor industrial chegou a corresponder a 50% do PIB, e era considerado mais moderno e diversificado da Europa Oriental, produzindo e exportando bens de consumo duráveis e não duráveis, equipamentos elétricos, máquinas e produtos metalúrgicos.
Outro setor que se destaca é o do turismo recebendo mais de 10 milhões de turistas por ano.
As transformações que a economia húngara vem passando nos últimos anos com a privatização da economia e modernização tanto da indústria como da agricultura ocorreram sem grandes solavancos. Ao contrário de outros países do leste Europeu que sofreram muito com a reestruturação capitalista da economia, a Hungria foi relativamente bem sucedida nos anos 1990. Depois de alguns anos de retrocesso econômico o país voltou a crescer. Esse sucesso deve-se a um conjunto de fatores, entre eles por a Hungria já ter uma economia reformada desde os anos 1960, voltada tradicionalmente para exportação. Sob o regime socialista a mesma já tinha um setor industrial e agrícola competitivos, fator esse que permitiu o país enfrentar com tranquilidade os momentos mais difíceis das mudanças políticas dos anos 1990.
Na primeira década do século XXI a Hungria continuou a mostrar um forte crescimento e a trabalhar para aproximar a sua economia da média da União Europeia.

## Comércio exterior
Em 2020, o país foi o 34º maior exportador do mundo (US $ 121,9 milhões em mercadorias, 0,7% do total mundial). Na soma de bens e serviços exportados, chega a US $ 134,1 bilhões e fica em 33º lugar mundial. Já nas importações, em 2019, foi o 32º maior importador do mundo: US $ 115,5 bilhões.

## Setor primário

### Agricultura
A Hungria produziu, em 2018:

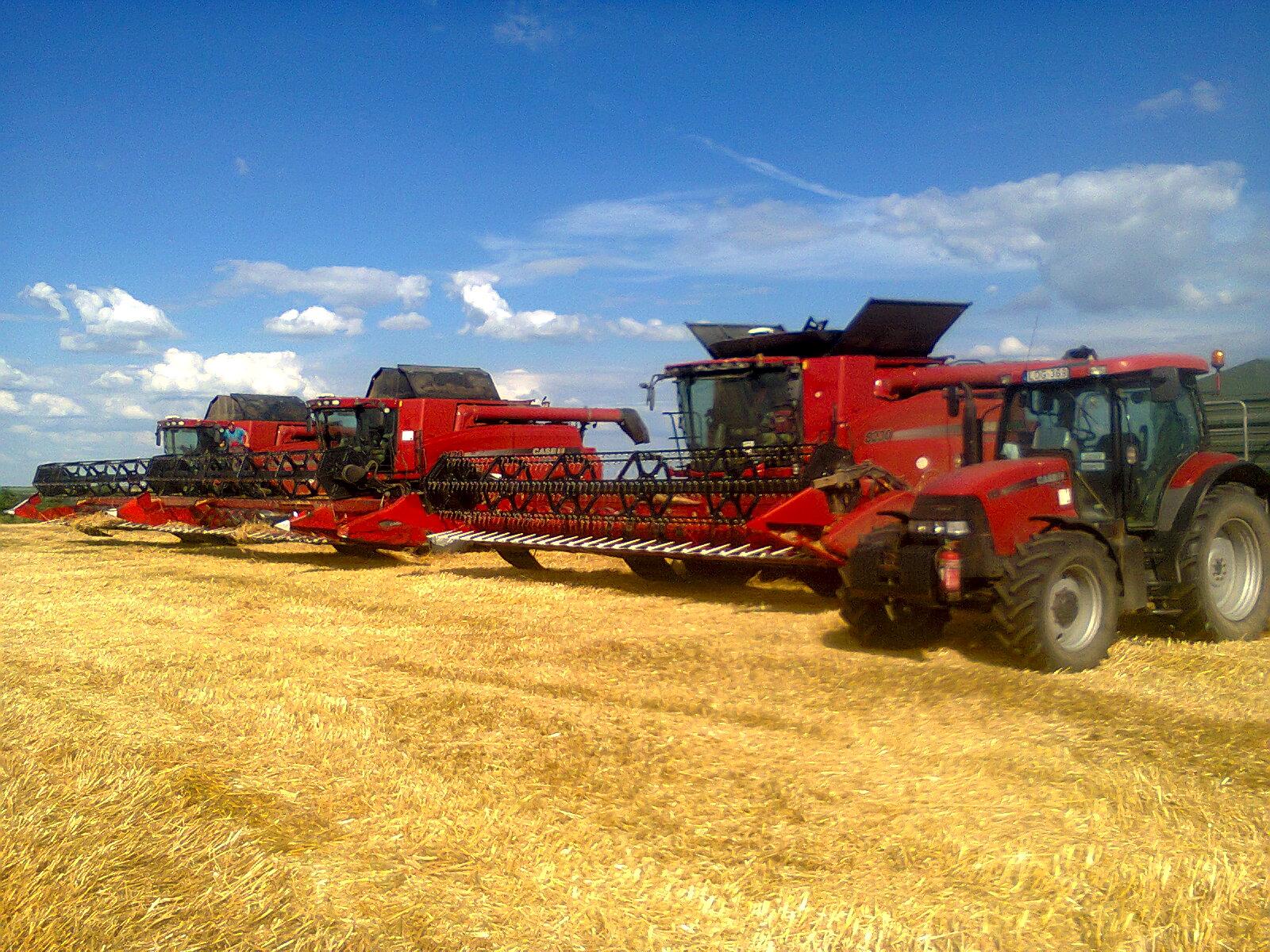
Colheita de trigo em Ráckeresztúr, Fejér.

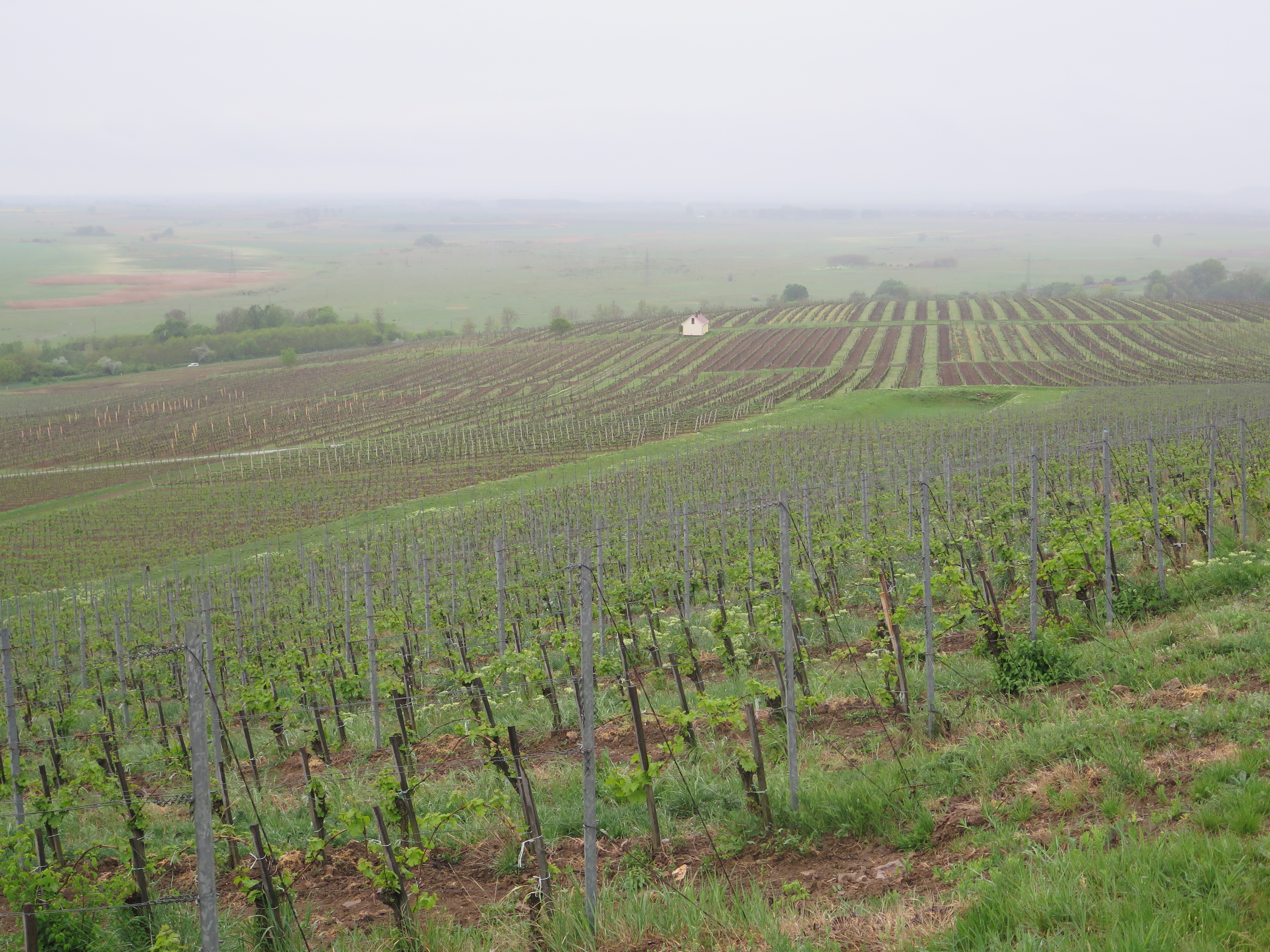
Vinhedo em Tarcal, Borsod-Abaúj-Zemplén.

- 7,9 milhão de toneladas de milho (15º maior produtor do mundo);
- 5,2 milhão de toneladas de trigo;
- 1,8 milhão de toneladas de girassol (8º maior produtor do mundo);
- 1,1 milhão de toneladas de cevada;
- 1 milhão de toneladas de colza (14º maior produtor do mundo);
- 941 mil toneladas de beterraba, que serve para produzir açúcar e etanol;
- 674 mil toneladas de maçã;
- 539 mil toneladas de uva;
- 330 mil toneladas de batata;
- 330 mil toneladas de triticale;
- 211 mil toneladas de tomate;
- 181 mil toneladas de soja;
- 178 mil toneladas de melancia;
- 88 mil toneladas de centeio;
- 83 mil toneladas de cereja;
- 59 mil toneladas de aveia;
- 46 mil toneladas de ameixa;
- 26 mil toneladas de cogumelo e trufa;
- 25 mil toneladas de pera;
- 24 mil toneladas de pêssego;
- 14 mil toneladas de damasco;

Além de outras produções de outros produtos agrícolas.

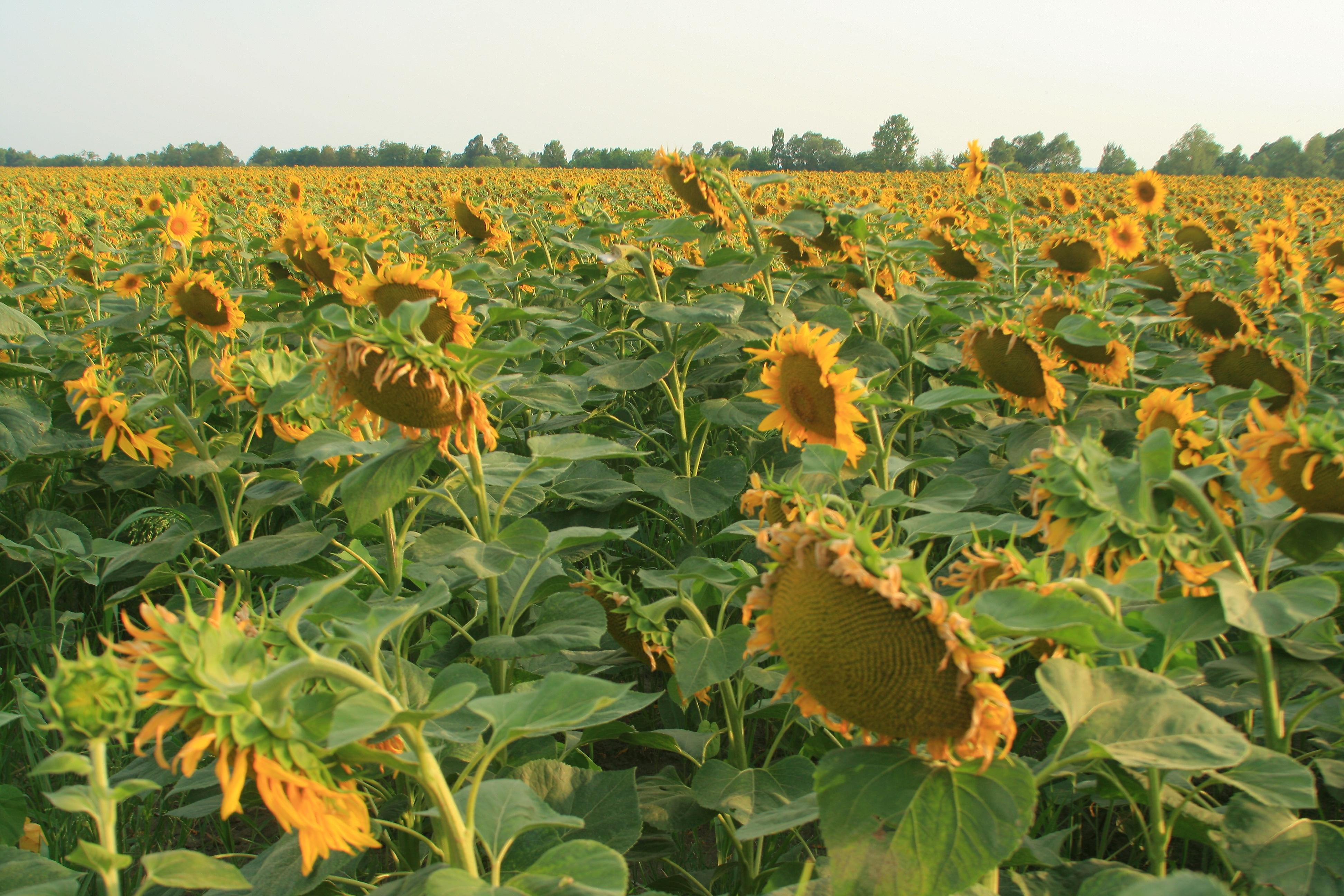
Girassol em Balatonmagyaród, Zala
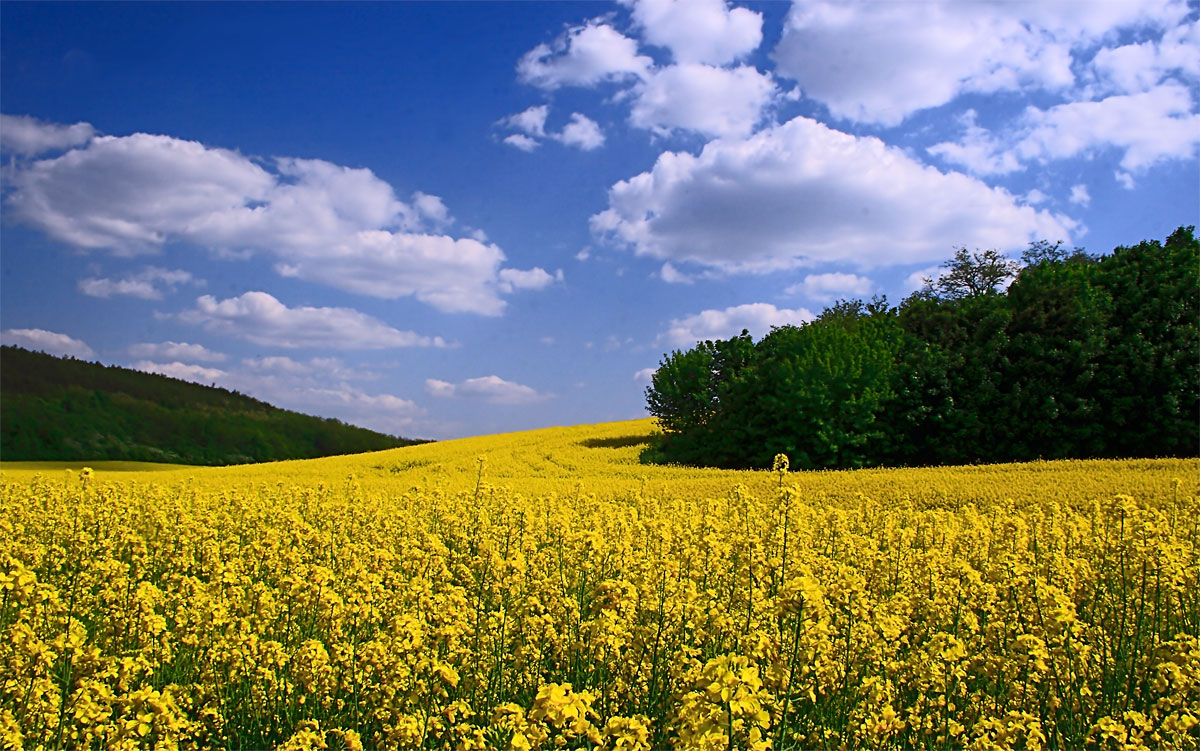
Colza em Ráckeresztúr, Fejér
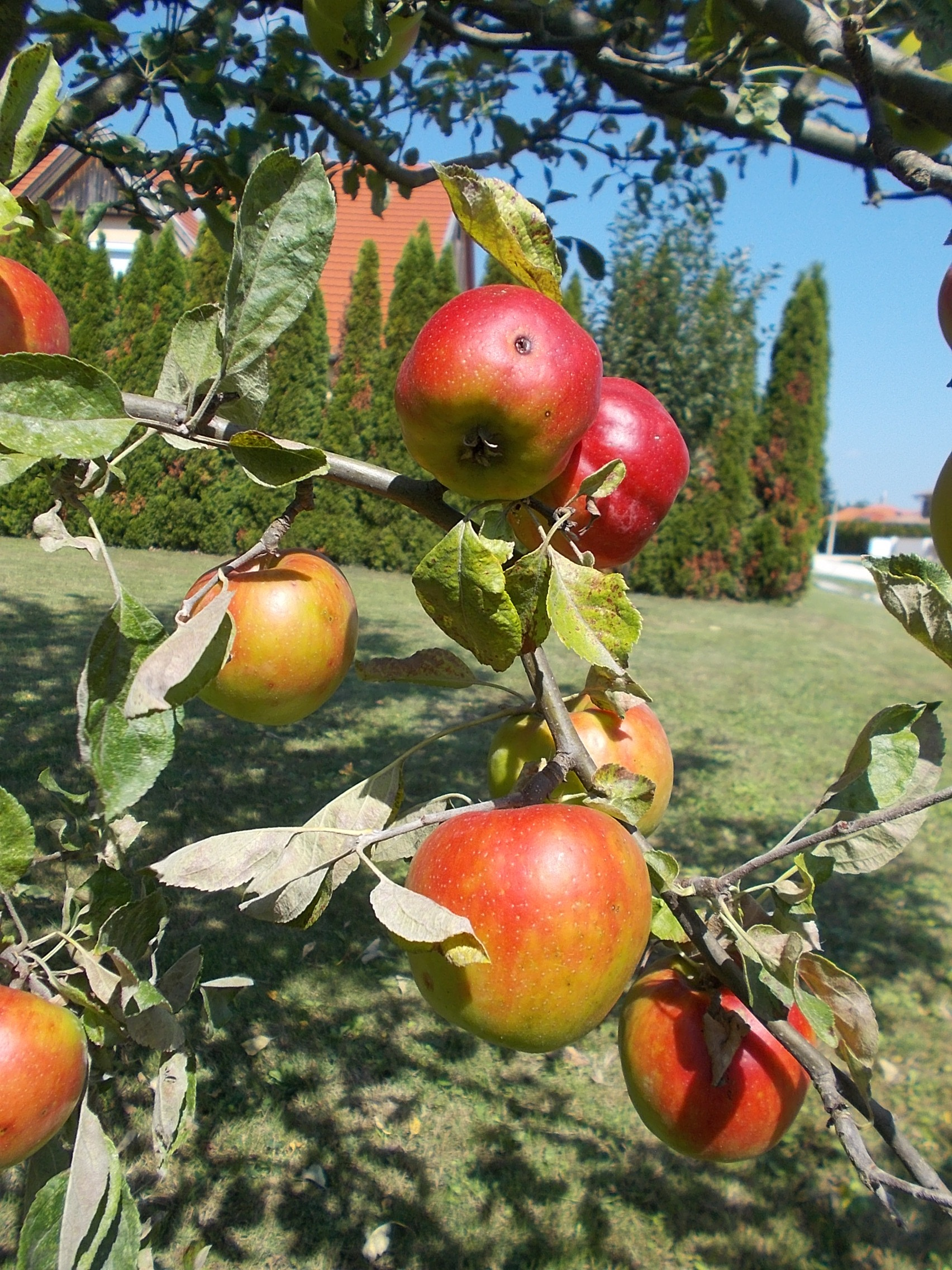
Macieira em Marcali, Somogy
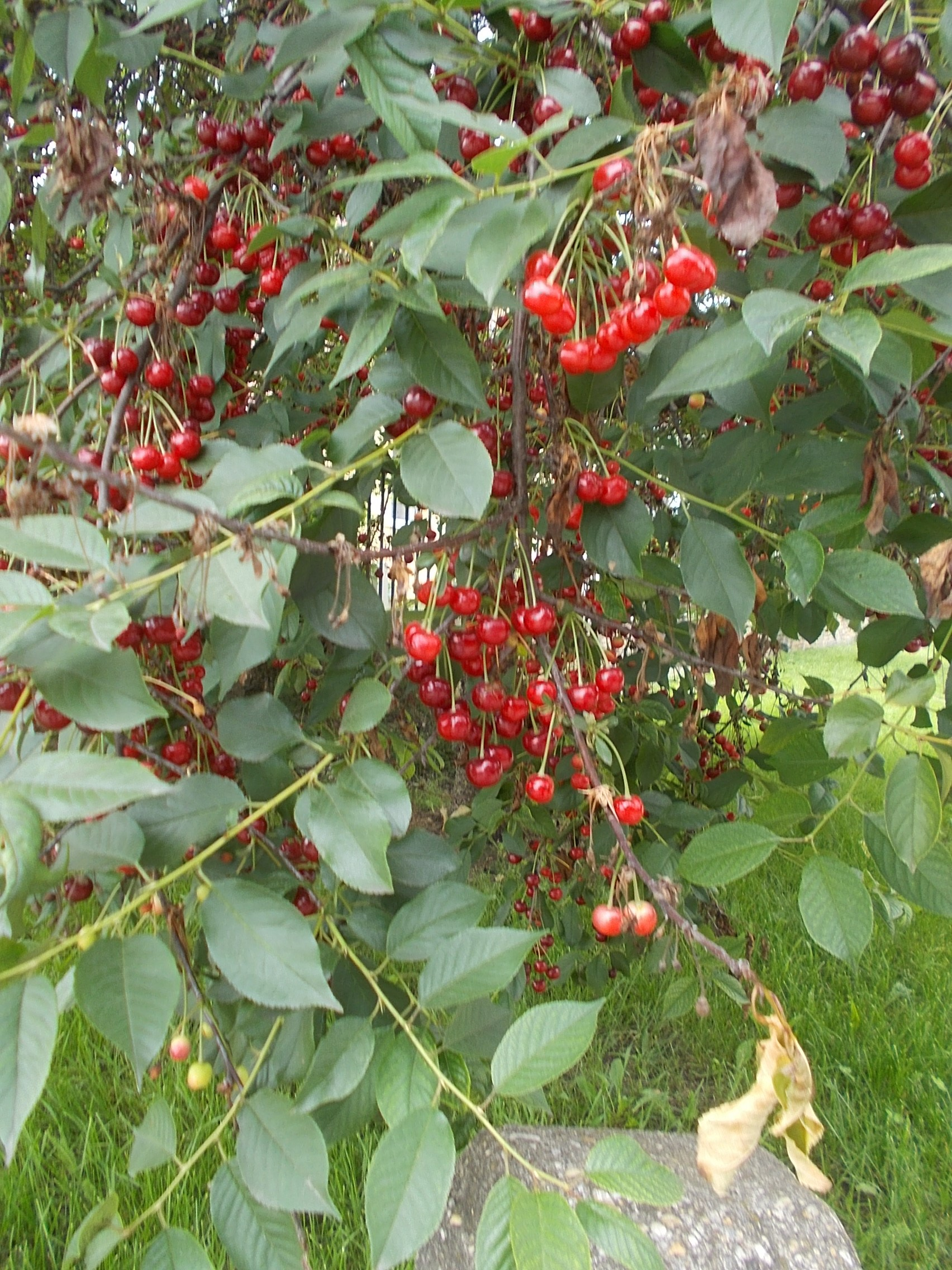
Cerejeira em Göd, Condado de Peste

### Pecuária

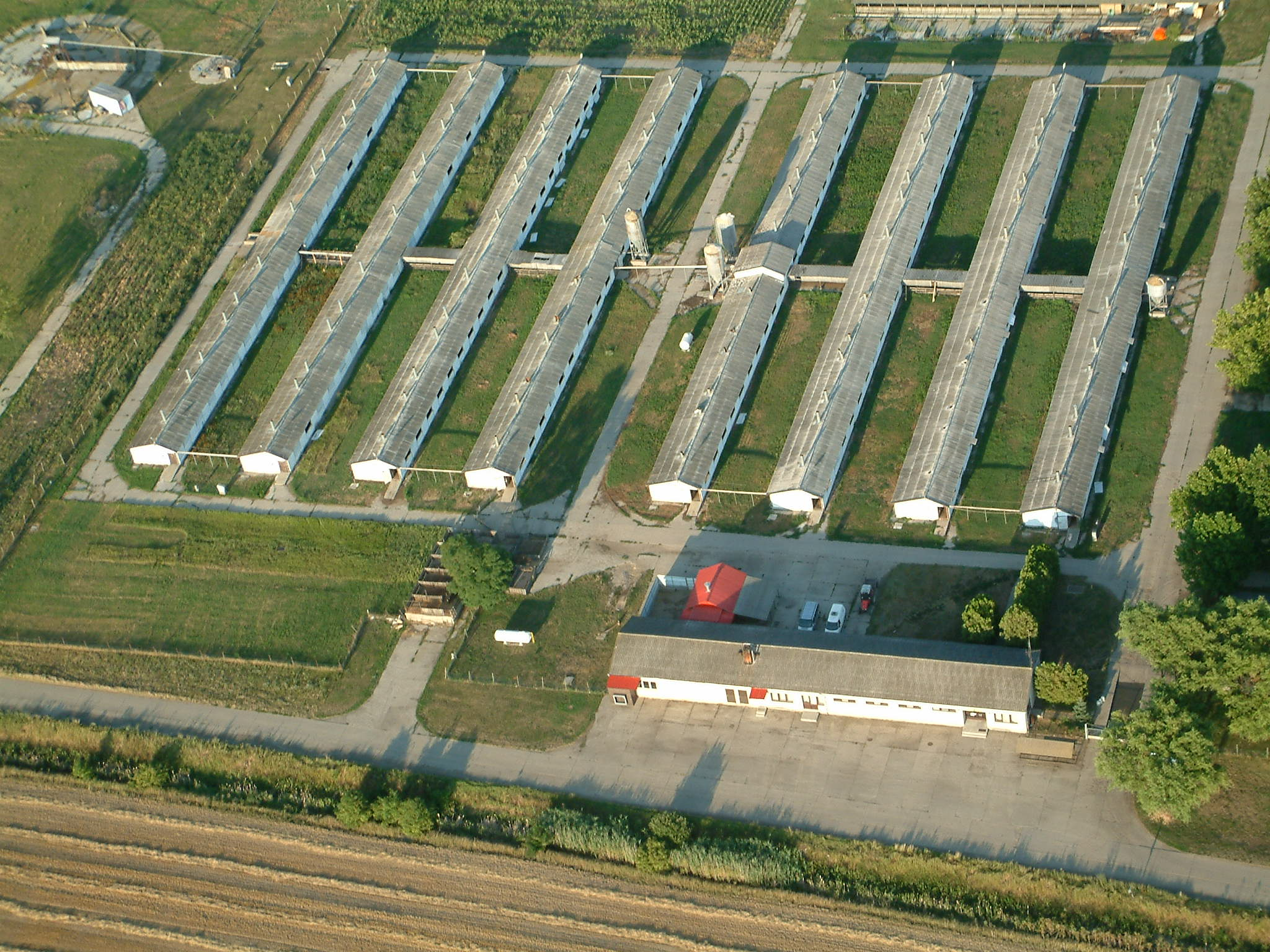
Criação de porcos em Békés.

Em 2019, a Hungria produziu 1,9 bilhão de litros de leite de vaca, 462 mil toneladas de carne suína, 335 mil toneladas de carne de frango, 90 mil toneladas de carne de pato, 78 mil toneladas de carne de peru, 30 mil toneladas de carne bovina, entre outros.

## Setor secundário

### Indústria
O Banco Mundial lista os principais países produtores a cada ano, com base no valor total da produção. Pela lista de 2019, a Hungria tinha a 48ª indústria mais valiosa do mundo (US $ 28,9 bilhões).
Em 2019, a Hungria era a 21ª maior produtora de veículos do mundo (789,8 mil). Já na produção de aço, não constava entre os 40 maiores do mundo. Em 2018, o país foi o 5º maior produtor do mundo de óleo de girassol e o 14º maior produtor do mundo de vinho.

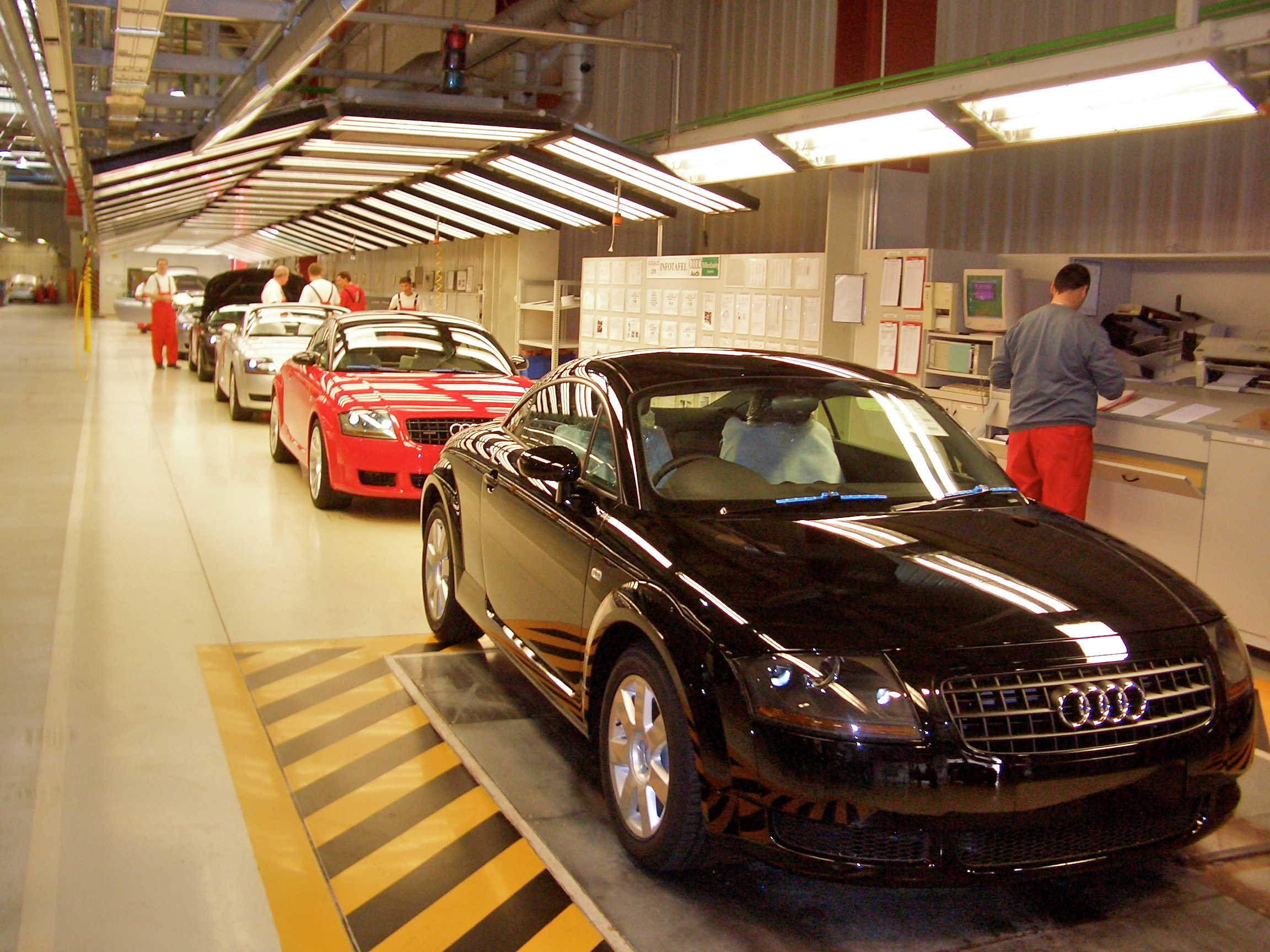
Audi TT montado em Győr
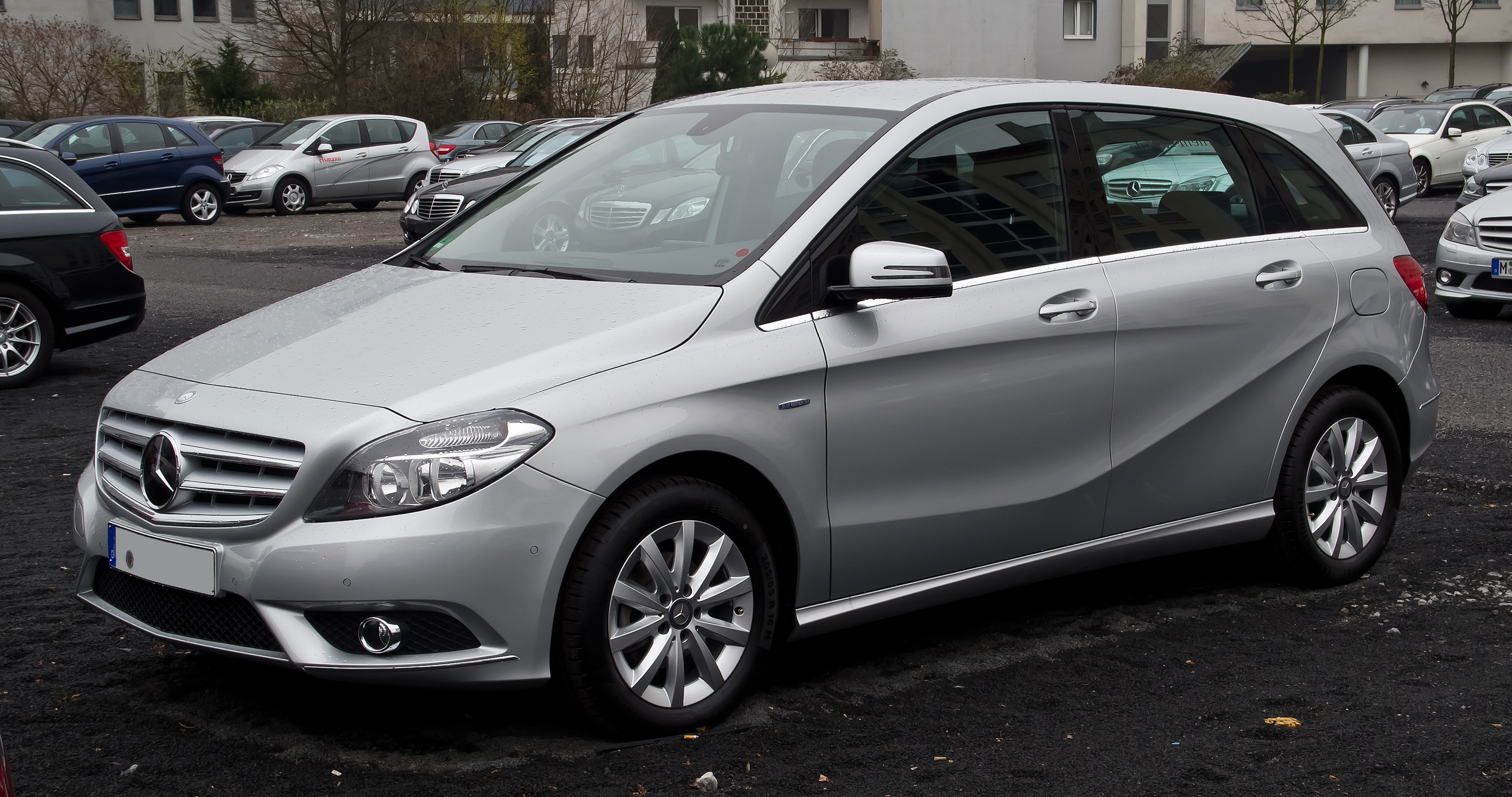
Mercedes-Benz fabricado em Kecskemét
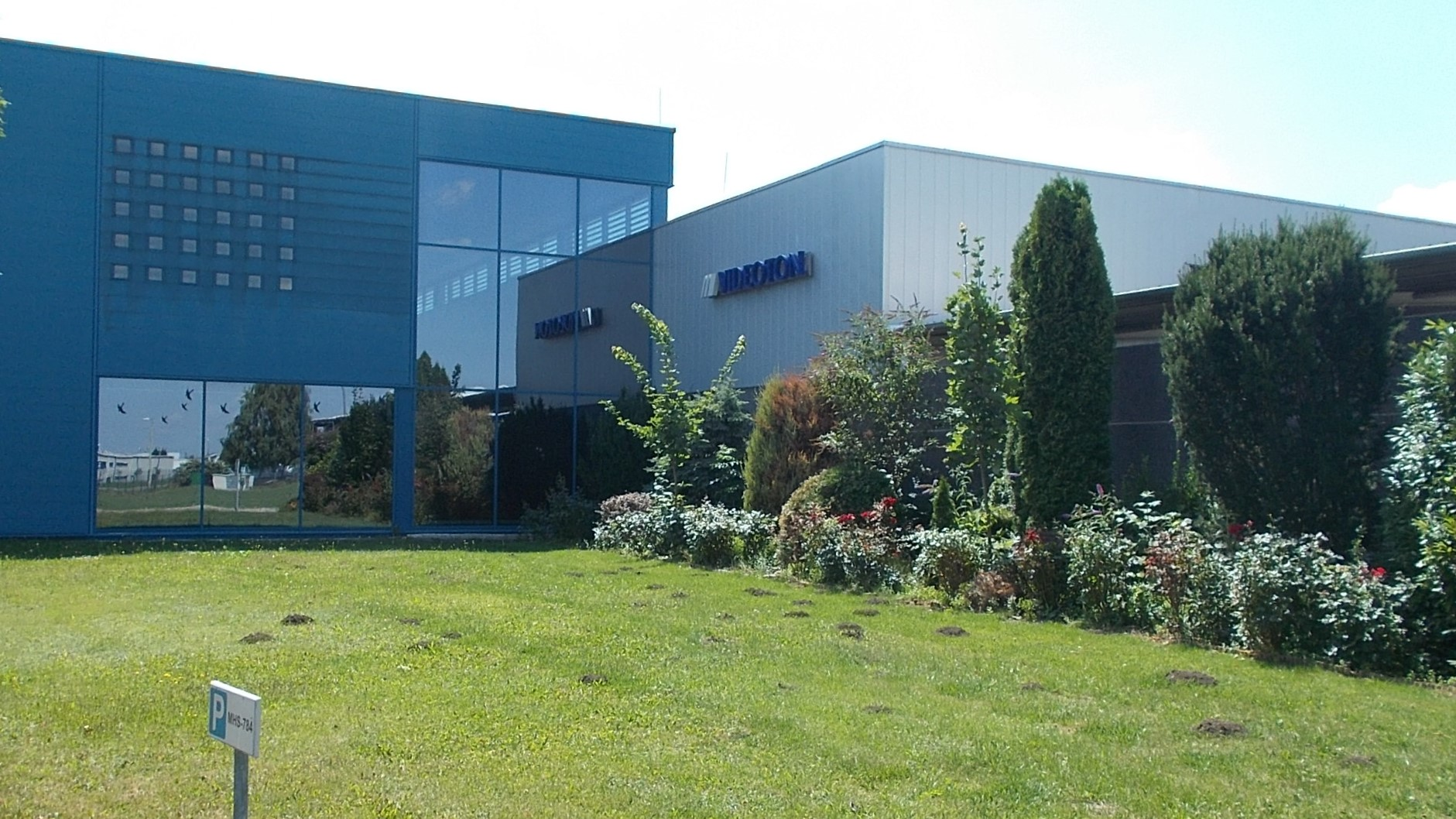
Fábrica de máquinas em Győr
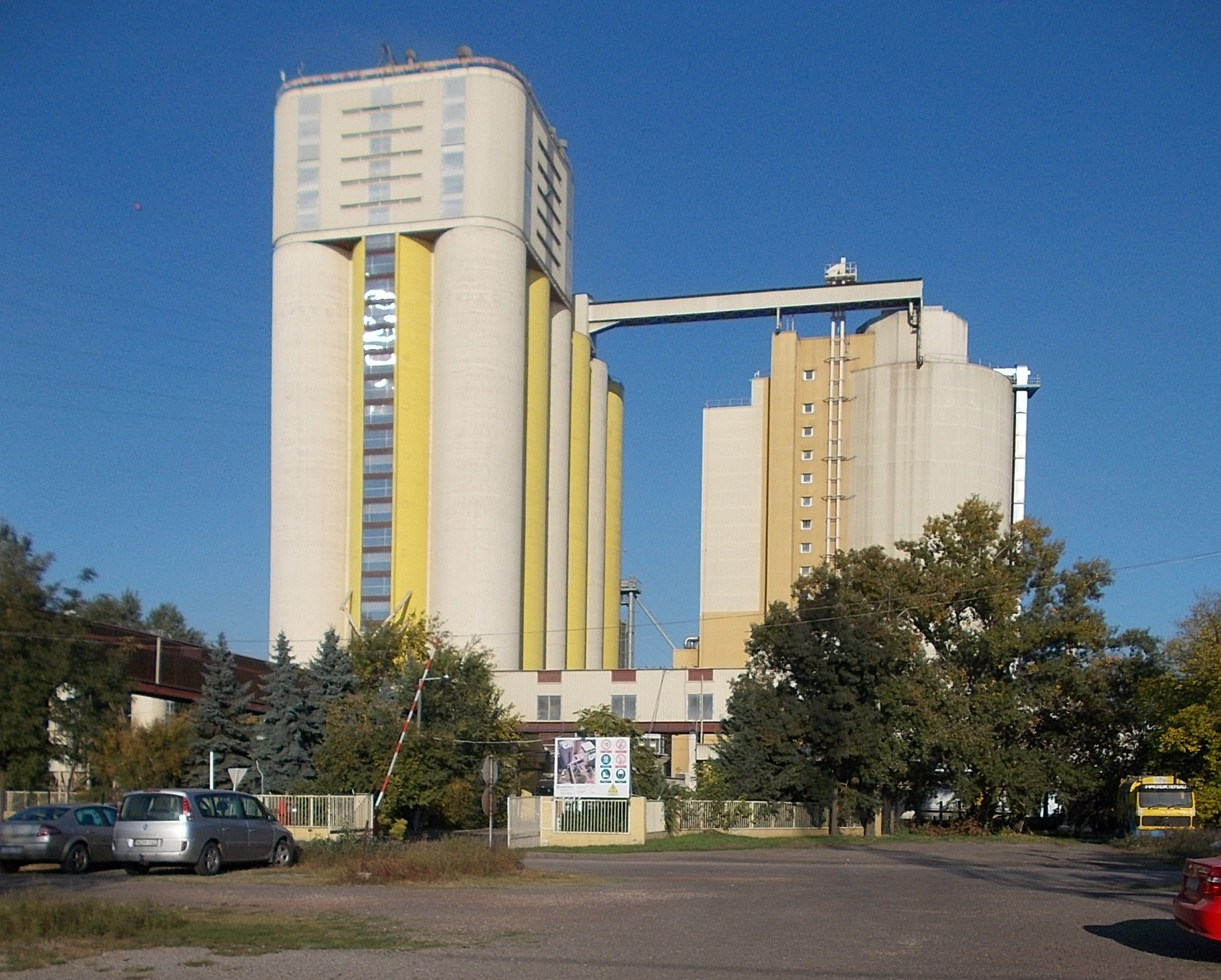
Fábrica de malte em Dunaújváros

### Energia

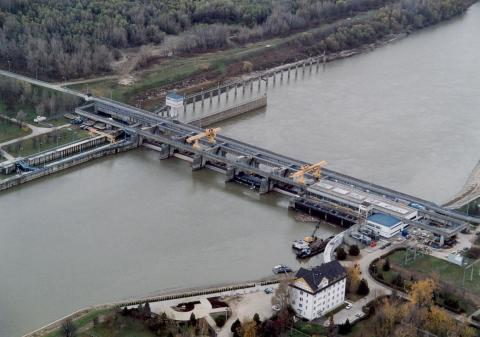
Hidroelétrica de Tisza.

Nas energias não-renováveis, em 2020, o país era o 67º maior produtor de petróleo do mundo, extraindo 16,4 mil barris/dia. Em 2011, o país consumia 141 mil barris/dia (68º maior consumidor do mundo). O país foi o 43º maior importador de petróleo do mundo em 2013 (115,3 mil barris/dia). Em 2015, a Hungria era o 58º maior produtor mundial de gás natural, 1,7 bilhões de m³ ao ano. Em 2019 o país era o 51º maior consumidor de gás (9,8 bilhões de m³ ao ano) e era o 24º maior importador de gás do mundo em 2010: 9,6 bilhões de m³ ao ano. Na produção de carvão, o país foi o 26º maior do mundo em 2018: 8 milhões de toneladas.
Nas energias renováveis, em 2020, a Hungria era o 55º maior produtor de energia eólica do mundo, com 0,3 GW de potência instalada, e o 30º maior produtor de energia solar do mundo, com 1,9 GW de potência instalada.

## Setor terciário

### Turismo
Em 2018, a Hungria foi o 23º país mais visitado do mundo, com 17,1 milhões de turistas internacionais. As receitas do turismo, neste ano, foram de US $ 6,9 bilhões.